# 星山貢
星山 貢（ほしやま みつぐ、1894年11月23日 - 1942年5月12日）は日本の官僚、歴史学者。

## 経歴
新潟県中蒲原郡大江山村（現・新潟市東区）出身。新潟県立加茂農林学校（現・新潟県立加茂農林高等学校）卒業。
商業組合中央会新潟支部、長岡市農会図書館、長岡市商品陳列所長、長岡市勧業課長などに勤務する傍ら、郷土史研究に取り組んでいた。

## 著書
- 星山貢『都市農業の本質と経営法』長岡市農会〈長岡市農会パンフレット第1編〉、1927年。NCID BB19252735。
- 星山貢 編『新潟県長岡市割地其他農政資料』星山貢、1929年。
- 星山貢 編『長岡藩領土地売買証文集 : 付高見村鑑』星山貢、1933年。NCID BB01483330。
- 星山貢『古志の村松 圓融寺記』圓融寺、1934年。NCID BN08096803。
- 星山貢『星山加寿子古稀賀帖』星山貢、1935年。
- 星山貢『蔵王大権現及王神史』日本書房、1937年。NCID BN0834355X。
- 星山貢『河井継之助』三教書院〈偉人叢書〉、1942年。全国書誌番号:46036025。